# Kivijärvi (sjö i Loppis, Egentliga Tavastland)
Kivijärvi är en sjö i kommunen Loppis i landskapet Egentliga Tavastland i Finland. Sjön ligger 124,7 meter över havet. Arean är 68 hektar och strandlinjen är 5,55 kilometer lång. Sjön  ingår i Karisåns huvudavrinningsområde.   Den ligger omkring 40 km sydväst om Tavastehus och omkring 75 km nordväst om Helsingfors. 
I sjön finns öarna Palosaari och Parisaaret. 